# 阿梅里卡斯 (密蘇里州)
阿梅里卡斯（英語：Americus）是位於美國密蘇里州蒙哥馬利縣的非建制地區。

## 歷史
阿梅里卡斯的郵局於1867年設立，其後於1959年停運。

## 地理
阿梅里卡斯所處的海拔為高於海平面184米（即604英呎），而該地所採用的時區為UTC-6，即北美中部時區（CST）。同時該地設有夏令時間，為UTC-6調快一小時，即UTC-5（CDT）。